# Arne Sundelin
Arne Alfred Sundelin, född 28 januari 1951 i Själevads församling i Västernorrlands län, död 13 februari 2015 i Skarpnäcks församling i Stockholm, var en svensk litteraturkritiker och författare.
Sundelin var litteraturkritiker i flera tidningar. Som författare debuterade han med tre diktsamlingar följd av en roman. Han gav ut flera barndomsskildringar från 1950-talets Frösön, däribland Det som sker (1996) där han utlämnande berättade om moderns självmord. Tillsammans med Anne Sörman gav han ut en bok om spetälska. Vidare skrev han romaner om bland andra den judiska exilförfattaren Nelly Sachs, Bob Dylan och om rånmördarna i Salaligan.
Arne Sundelin var bror till Anders Sundelin.